# کنترل خودکار بهره

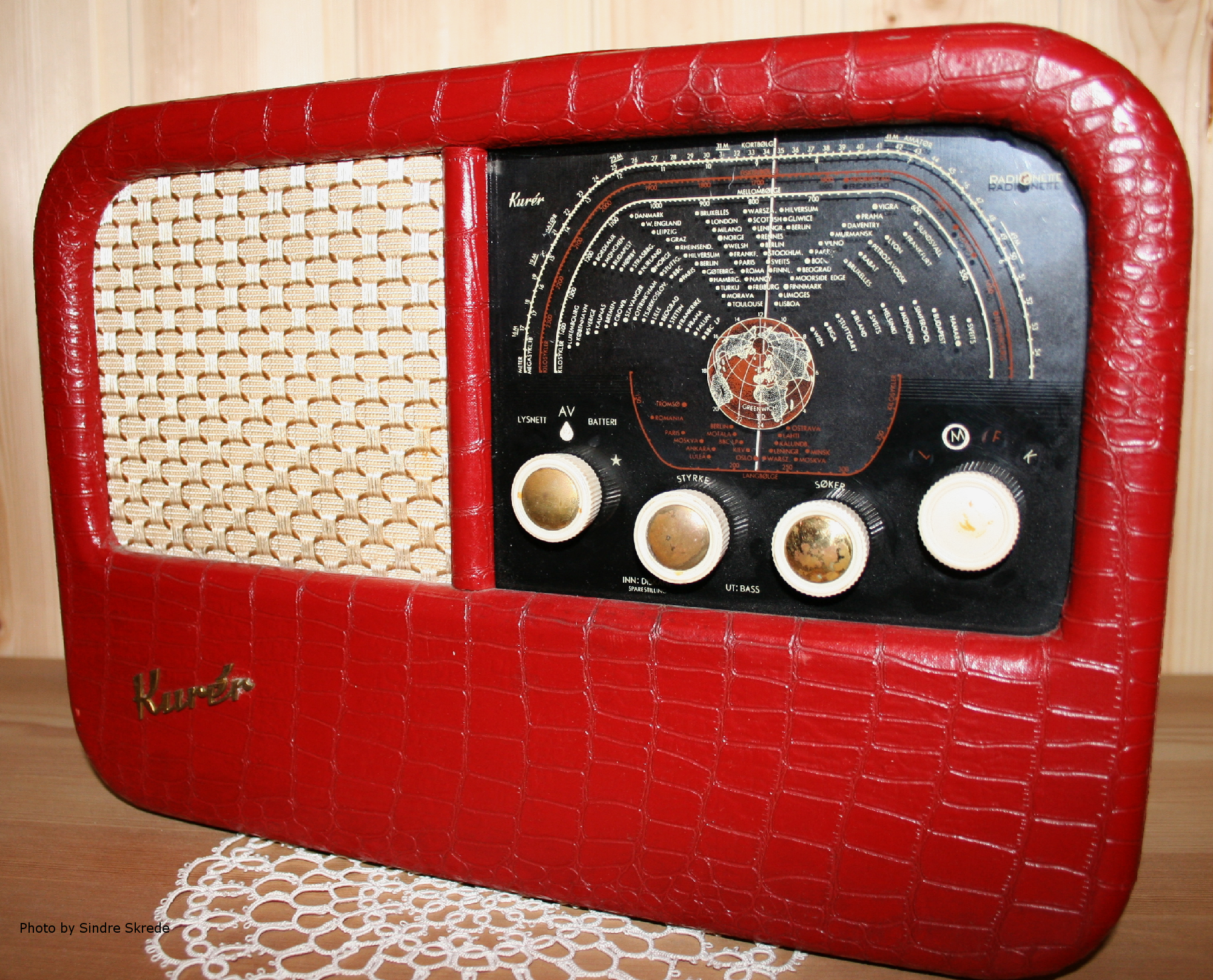
سمت جلوی رادیو Kurér، تولید شده در نروژ توسط کارخانه Jan Wessel
("یان وسل، رادیوکارخانه نروژی Radionette") از 1950-1957.

کنترل خودکار بهره یا ای جی سی سازوکار حلقه بسته با بازخورد منفی در مدارات تقویت‌کننده است که در بسیاری از مدارات الکترونیکی نظیر مدارات تلویزیون، رادار، و رادیو از آن استفاده می‌شود.
در اینجا کاربرد مدارات کنترل اتوماتیک در گیرنده‌های رادیویی را بررسی می‌کنیم:
بهره، مشخصه‌ای است که یک گیرنده به هنگام دریافت سیگنالی، بر روی آن به منظور افزایش توان اعمال می‌کند. کنترل بهره اتوماتیک یا AGC، مداری است که مقدار بهره اعمالی بر روی سیگنال دریافتی را بر اساس قدرت سیگنال تشخیص می‌دهد. لذا، سیگنال‌های ضعیف‌تر بهره بیشتر و سیگنال‌های قوی‌تر بهره کمتری دریافت می‌کنند.
یک سیستم AGC معمولاً با ساختاری به شکل زیر در مدارات عملی دیده می‌شود:
تصویری از ساختار یک سیستم AGC
در این ساختار در ابتدا سیگنال ورودی به کمک یک تقویت‌کننده متغیر، تقویت می‌شود. بهره این تقویت‌کننده به کمک سیگنال خارجی Vc تعیین می‌گردد. سیگنال خروجی از VGA یا تقویت‌کننده متغیر در صورت نیاز به یک طبقه تقویت‌کننده دیگر هدایت شده تا به سطح مناسبی که در اینجا با Vo نمایش داده شده برسد. برخی از پارامترهای سیگنال مانند دامنه، فرکانس حامل، ضریب مدولاسیون و غیره توسط آشکارساز اندازه‌گیری شده و با تولید سیگنال مناسب(V۲) و عبور از یک فیلتر پایین گذر به منظور حذف مولفه‌های فرکانسی نامطلوب و مقایسه با سیگنال مرجع(VR) به کمک یک تقویت‌کننده تفاضلی، سیگنال کنترلی Vc تولید می گردد و جهت تنظیم میزان بهره به VGA، اعمال می‌شود.